# Опис ресурсу та доступ
Опис та доступ до ресурсів (RDA) — стандарт каталогізації, який був оприлюднений у 2010 році? надає інструкції та вказівки щодо формування бібліографічних даних у цифровому середовищі. RDA призначений для використання бібліотеками, музеями, архівами та іншими закладами. Стандарт упроваджений в національних бібліотеках США, Канади, Австралії, Великої Британії. До європейської групи країн, зацікавлених в RDA, належать Данія, Норвегія, Фінляндія, Швейцарія, Шотландія, Італія, Португалія, Іспанія, Хорватія, Швеція, Німеччина, Латвія, Франція, Чехія, Австрія, Польща, Словаччина.  

## Виникнення
Ідея RDA розвинулась на Міжнародній конференції щодо принципів та майбутнього розвитку AACR, що відбулася в Торонто в 1997 році. Правом на видання стандарту володіють Американська бібліотечна асоціація, Канадська бібліотечна асоціація, Вищий інститут бібліотечних та інформаційних професіоналів (CILIP, Велика Британія). Стандарт наслідує друге видання англо-американських правил каталогізації (Anglo-American Cataloging Rules, AACR2). 23 червня 2010 року було опубліковано стандарт на сайті RDA. 

## Особливості
Головною метою RDA є спрощення, модернізація правил бібліографічного опису та доступу до ресурсу, змінення підходу до каталогізації. RDA сприяє кластеризації бібліографічних записів (краще представлення інформації про одну і ту ж роботу) для представлення зв'язків між творами і авторами. RDA базується на міжнародних концептуальних моделях ІФЛА: «Функціональні вимоги до бібліографічних записів» (FRBR),  «Функціональні вимоги до авторитетних даних» (FRAD), а також на фундаментальному документі ІФЛА «Декларація про міжнародні принципи каталогізації». Стандарт RDA узгоджено з форматами MARC21, MODS, DC, стандартом ONIX, що дає можливість використовувати зміст RDA в різних системах метаданих. Він полегшує пошук, ідентифікацію, відбір та отримання необхідної інформації користувачами.
Українські бібліотекознавці вивчають питання впровадження цього стандарту в Україні.